# 伊珀尔
伊珀尔（荷蘭語：Ieper，荷蘭語發音：[ˈipər] ⓘ），法语名伊普尔（法語：Ypres，法語發音：[ipʁ]），比利时弗拉芒大區西佛兰德省城市，临近比法边境，通行荷蘭語，是弗拉芒社群的一部分，面积131.45平方千米，人口35,039人（2022年1月1日）。
伊珀尔是一座古老的城市，历史远朔到古罗马帝国时期，中世纪时已经成为一个繁荣的商业城市，人口达到4万人，主要从事和英国的麻布生意，当时是佛兰德的第三大城市，1241年，一场大火将城市几乎全部烧毁，以后相当长的时期内，伊普尔都处于各场战争的旋涡中，第一次世界大战期间，这里处于德法战争的重要战略位置，发生多次战役，并且是世界上第一次被大规模使用化学武器的地方（第二次伊珀尔战役）。战后，伊珀尔被重建，现在已经成为一个“和平之城”，和日本的广岛一起提倡废除核武器，并成为争取2020年销毁核武器世界和平市长运动的主办城市。

## 友好城市
- 塞梅伊
- 英国 錫廷伯恩
- 德国 锡根
- 法國 圣奥梅尔
- 瓦城（英语：Wa, Ghana）